# 파치 페레이라
프란시스코 "파치" 페레이라 콜메네로(스페인어: Francisco "Patxi" Ferreira Colmenero, 1967년 5월 22일, 카스티야 이 레온 주 사우세예 ~)는 스페인의 전직 축구 선수로, 현역 시절 중앙 수비수로 활약했다.

## 클럽 경력
페레이라는 살라망카 도 사우세예 출신으로, 유년 시절에 빌바오로 이주해 아틀레틱 빌바오의 아틀레틱 빌바오의 영입 정책에 충족해 아틀레틱에 입단할 수 있었다. 레사마의 유소년부에서 활약할 당시 1984년 코파 델 레이 후베닐을 우승했다.
2군 출장도 하기 전에 페레이라는 1984년 9월 9일에 0-3으로 패한 세비야와의 원정 경기에서 17세 110일로 라 리가 신고식을 치렀고, 그는 구단의 라 리가 최연소 출전 기록을 세웠다. 그는 프로 선수의 대규모 파업으로 신예 선수를 계획보다 일찍 배치되었고, 2년 동안 또다시 1군 경기 출전 기회를 얻지 못했다. 그는 2009년 8월에 이케르 무니아인이 신고식을 치르기 전까지 구단 라 리가 최연소 출장 기록으로 남았다.
프로 무대에서 안정적인 활약을 펼친 페레이라는 아틀레티코 마드리드, 세비야, 발렌시아, 그리고 라요 바예카노에서도 활약했다. 그는 성인 무대를 17년 누비면서 400번이 넘는 공식 경기에 출전했는데, 라 리가 단독으로도 358경기를 출전하여 22골을 넣었다. 경력의 정점을 찍은 때는 아틀레티코 마드리드 소속으로 1990년대 초에 코파 델 레이를 2년 연속 우승한 것이었고, 아틀레틱 소속으로는 1998-99 시즌에 챔피언스리그 조별 리그 3경기에 출전했다. 리그에서 거둔 최고 성적은 준우승을 3번 거둔 것으로,(1991년, 1996년, 그리고 1998년) 개인적으로 최전성기를 찍은 해는 1987-88 시즌으로 20세의 나이에 35경기 출전하여 6골을 기록해 바스크 연고 구단의 리그 4위에 공헌한 것이었다.
페레이라는 2001년에 34세가 되어 축구화를 벗었는데, 마지막 해에는 마드리드 외곽 라요에서 14위의 부진한 성적을 거두었고, 본인도 리그 3경기 출장에 그쳤다. 그는 이후 감독이 되어 에이바르에서 가이스카 가리타노를 보좌했다. 2016년 6월, 둘은 데포르티보에서 재회했다.
거의 1년 후, 페레이라는 가리타노와 함께 빌바오 아틀레틱으로 복귀했고, 가리타노는 감독으로 취임했다.

## 국가대표팀 경력
페레이라는 스페인 국가대표팀 경기에 2번 출전했는데, 모두 친선경기였고, 첫 경기는 오비에도에서 1-2로 패한 1988년 9월 14일 경기였다.

## 수상

### 클럽
아틀레티코 마드리드
- 코파 델 레이: 1990–91,[8] 1991–92

### 국가대표팀
스페인 U-20
- U-20 월드컵 준우승: 1985[9][4]